# Чернушка иранская
Чернушка иранская (лат. Erebia iranica) — дневная бабочка из семейства бархатниц, вид рода Erebia. 

## Описание
Длина переднего крыла 16 — 21 мм. Размах крыльев 27 - 35 мм. Основной фон крыльев - бурый. У вершины передних крыльев имеется по очень крупному ктрпично-красноватому пятну и со сдвоенным глазком на нем. На внешнем поле задних крыльев обычно располагается 3 мелких глазка в окружении напыления из красноватых чешуек. Ниже внешнего поля на задних крыльях проходит светло-серая перевязь.

## Ареал и места обитания
Альпийская зона Большого Кавказа, хребта Эльбурс (Иран) и горы Арарат (Турция).
В альпийской зоне северного склона Большого Кавказа наиболее западные популяции известны на хребтах Псеахшо и Аибга в Краснодарском крае. На востоке северо-кавказской части ареала бабочки обитают в окрестностях Северо-Осетинского заповедника и в горной части Дагестана. Достаточно обычный вид в Приэльбрусье, Архызском и Тебердинском заповедниках, а в Краснодарском крае — по территории Кавказского заповедника. Также вид широко распространен в альпийской зоне гор Дагестана — на хребтах Снеговой, Богосский, Самурский, Шахдагский.
Бабочки населяют субнивальный, альпийский и частично субальпийский пояса на высотах от 1800 до 3200 м над уровнем моря. Предпочитают открытые участки с каменистыми обнажениями. Наиболее часто бабочки встречаются на каменистых участках с редкой злаковой растительностью, у скалистых обрывов и каменистых осыпей.

## Биология
Развивается в одном поколении за год. Время лёта длится с конца июня по начало августа. Бабочки летают низко над поверхностью земли, изредка присаживаются на цветущие растения. Самцы защищают свою территорию от посягательств конкурентов. Нередко бабочки держатся густых злаковых ассоциаций по границам снежников. Бабочки часто сидят на прогреваемых солнцем камнях, а в пасмурную погоду прячутся глубоко в дерновинах мятлика. Самки откладывают яйца поштучно на зеленые либо сухие листья и стебли злаков. Стадия яйца длится 9—10 дней. Вылупившиеся гусеницы практически не питаются и уходят на зимовку в первом возрасте. Кормовые растения гусениц - мятлик. Окукливаются происходит в верхнем слое почвы или в подстилке.